# The Scarlet Car (film 1917)
The Scarlet Car è un film muto del 1917 diretto da Joseph De Grasse che aveva tra gli interpreti Franklyn Farnum, Edith Johnson, Lon Chaney e Sam De Grasse.
La sceneggiatura di William Parker si basa sull'omonimo romanzo di Richard Harding Davis pubblicato a New York nel 1907.The Scarlet Car fu pubblicato a puntate per la prima volta in Collier's National Weekly (dal 15 dicembre 1906 al 14 giugno 1907) con il titolo Adventures of the Scarlet Car.
L'Universal distribuì nel 1923 un film dallo stesso titolo diretto da Stuart Paton e interpretato da Herbert Rawlinson.

## Trama
Trama in (EN)  su AFI

## Produzione
Il film fu prodotto dall'Universal Film Manufacturing Company.

## Distribuzione
Il copyright del film, richiesto dalla Bluebird Photoplays, Inc., fu registrato il 4 dicembre 1917 con il numero LP11780.
Distribuito dall'Universal Film Manufacturing Company, il film uscì nelle sale cinematografiche statunitensi il 24 dicembre 1917.
Esistono copie della pellicola conservate negli archivi della Library of Congress di Washington e all'UCLA Film and Television Archive di Los Angeles.